# Biopsia stereotassica

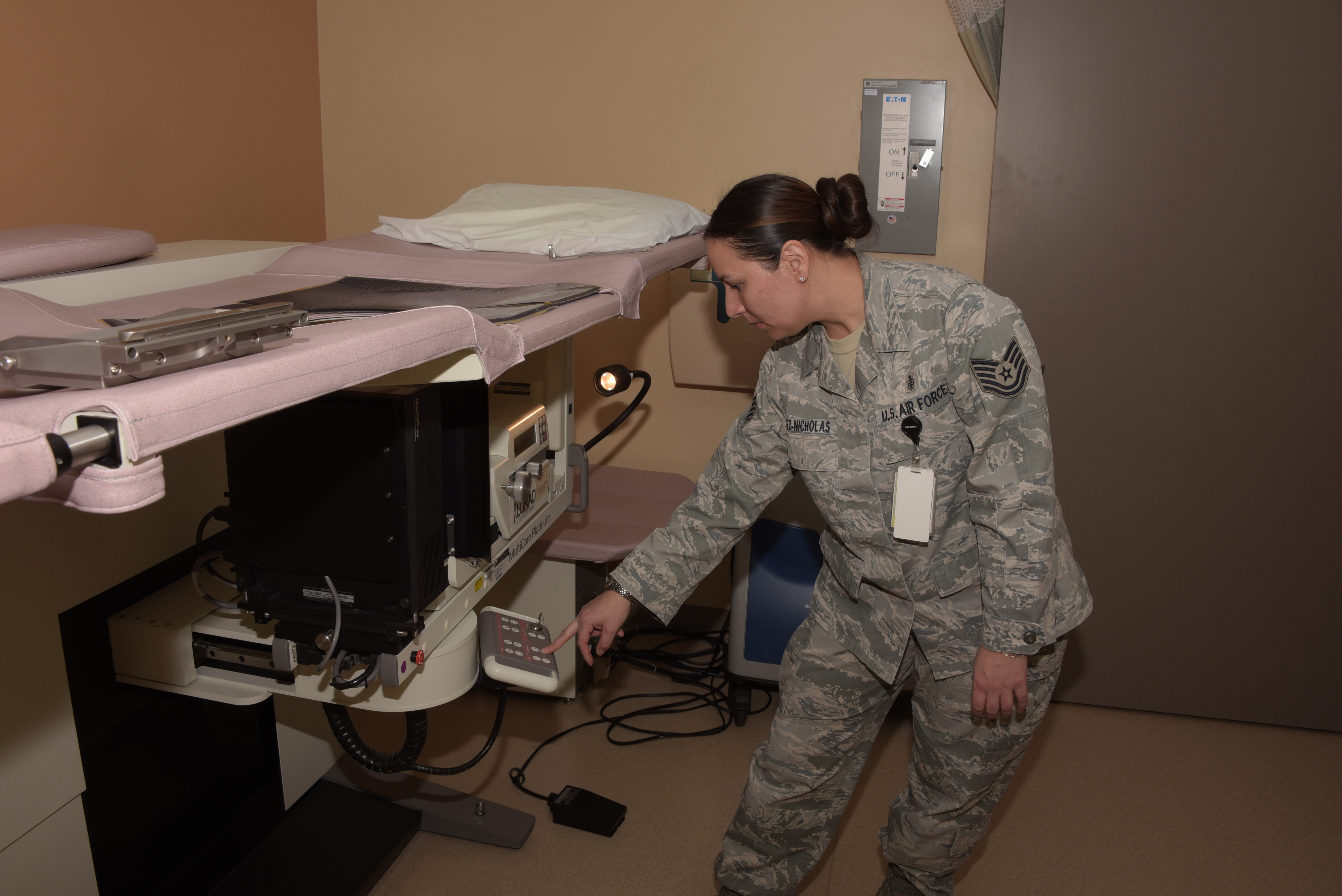
Un tavolo stereotassico per la biopsia mammaria

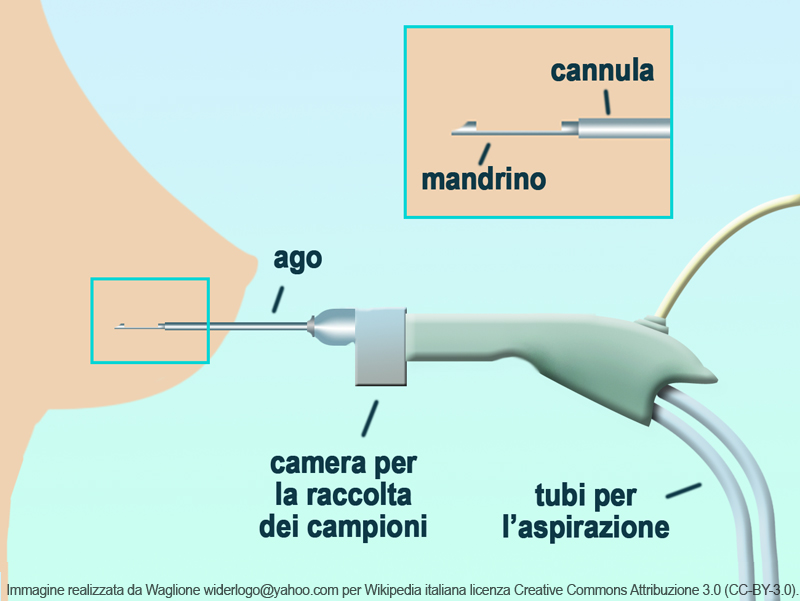
Sonda Mammotome - biopsia - agobiopsia

La  biopsia stereotassica  è un insieme di esami diagnostici, dove attraverso tecniche di imaging (ecografia, tomografia computerizzata o altre più recenti) viene prelevato un campione di tessuto e lo stesso in seguito viene analizzato con un esame istologico.

## Utilizzi
Viene utilizzato in oncologia, per comprendere la presenza di un tumore soprattutto alla mammella. Inoltre per differenziare la gliosi reattiva dall'astrocitoma fibrillare (o diffuso a basso grado).

## Tipologia
Esistono vari tipi di biopsia stereotassica:
- Agoaspirazione stereotassica, per esami citologici.
- Agobiopsia stereotassica con resezione di un nucleo centrale di tessuto.